# پلمتوو (لوئیزیانا)
پلمتوو (به انگلیسی: Palmetto) شهری در ایالت لوئیزیانا کشور ایالات متحده آمریکا است که جمعیت آن در سرشماری سال ۲۰۱۰ میلادی، ۱۶۴ نفر بوده‌است.